# Freie-Partie-Europameisterschaft 2000

Logo CEB (ausrichtender Verband)

Veranstaltungsort: Udenhout

Die Freie-Partie-Europameisterschaft 2000 war das 29. Turnier in dieser Disziplin des Karambolagebillards und fand vom 1. bis zum 5. November 1999 in Udenhout, einem Ortsteil von Tilburg, statt. Es war die vierte Freie-Partie-Europameisterschaft in den Niederlanden.

## Geschichte
Nach vielen Versuchen schaffte es der Belgier Patrick Niessen endlich seinen ersten internationalen Sieg einzufahren. Im Finale besiegte er den eher unbekannten Niederländer René Luysterburg 400:41 in zwei Aufnahmen. Luysterburg kam erst als 'Lucky Loser' ins Hauptfeld, da der Titelverteidiger Fonsy Grethen nicht gemeldet hatte. Platz drei belegten Dave Christiani und Jordi Amell, der den besten GD des Turniers gespielt hatte. Eine große Chance auf das Halbfinale hatte auch Udo Mielke. Nach einem Autounfall musste er aber das letzte Match in seiner Gruppe absagen und verlor so seine Chance. Ein Sieg mit einer 'normalen' Leistung hätte zum Weiterkommen gereicht. So wurde Christiani Gruppensieger.
Nachdem die letzte Weltmeisterschaft in der Freien Partie 1969 gespielt wurde, ist es jetzt auch mit Europameisterschaften vorbei. In Udenhout fand das bislang letzte Turnier in dieser Disziplin des Karambolsports statt.

## Turniermodus
Es wurden drei Qualifikationsrunden gespielt, in denen sich die besten sieben Spieler für das Hauptturnier qualifizieren konnten. Die Partiedistanz betrug 250 Punkte in der Vorqualifikation und 300 Punkte in der Hauptqualifikation. Bei einem Unentschieden in einer Aufnahme bekamen beide Akteure zwei Matchpunkte (Nockemann vs. Djoubri). Im Hauptturnier kam der Titelverteidiger hinzu. Hier wurden zwei Gruppen zu je vier Spielern gebildet. Aus jeder Gruppe qualifizierten sich die besten zwei Akteure für das Halbfinale. Die Partiedistanz betrug 400 Punkte. Platz drei wurde nicht mehr ausgespielt. Es gab zwei Bronzemedaillen.
Bei MP-Gleichstand in der Endtabelle wurde in folgender Reihenfolge gewertet:
1. MP = Matchpunkte
2. GD = Generaldurchschnitt
3. HS = Höchstserie

## Qualifikation
| MP    | Match Points (Sieger = 2; Unentschieden = 1; Verlierer = 0) |
| Pkte. | Erzielte Karambolagen                                       |
| Aufn. | Benötigte Versuche                                          |
| GD    | Generaldurchschnitt                                         |
| BED   | Bester Einzeldurchschnitt eines Spielers                    |
| HS    | Höchstserie                                                 |
|       | Bester GD des Turniers                                      |
|       | Bester ED des Turniers                                      |
|       | Beste HS des Turniers                                       |
|       | 1. Platz (Gold)                                             |
|       | 2. Platz (Silber)                                           |
|       | 3. Platz (Bronze)                                           |

### Vor-Vor-Qualifikation
| 1 | Michael van Bochem | 2:2 | 370 | 14 | 26,42 | 62,50 | 232 |
| 2 | Rudy Henry         | 2:2 | 330 | 14 | 23,57 | 25,00 | 77  |

| 1 | Fabien Cannone  | 4:0 | 500 | 7 | 71,42 | 83,33  | 241 |
| 2 | René Tull       | 2:2 | 308 | 4 | 77,00 | 250,00 | 250 |
| 3 | Wiel van Gemert | 0:4 | 107 | 5 | 21,40 | –      | 100 |

| 1 | Dave Krijnen       | 4:0 | 500 | 31 | 16,12 | 25,00 | 173 |
| 2 | André Fellini      | 2:2 | 457 | 17 | 26,88 | 35,71 | 219 |
| 3 | Abdel Hamid Halawa | 0:4 | 113 | 28 | 4,03  | –     | 22  |

| 1 | Henny de Heus    | 4:0 | 500 | 22 | 22,72 | 35,71 | 127 |
| 2 | Wim van Deventer | 2:2 | 471 | 26 | 18,11 | 22,72 | 99  |
| 3 | Cyriel Corstjens | 0:4 | 223 | 18 | 12,38 | –     | 80  |

| 1 | Dick Timmers | 2:2 | 375 | 19 | 19,43 | 41,66 | 164 |
| 2 | Robby Sonck  | 2:2 | 362 | 19 | 19,05 | 19,23 | 76  |

| 1 | Daniel Nielsen     | 4:0 | 500 | 18 | 27,77 | 31,25 | 216 |
| 2 | Renaldo van Hoek   | 2:2 | 361 | 19 | 19,00 | 27,77 | 235 |
| 3 | Mikael Devogelaere | 0:4 | 199 | 17 | 11,70 | –     | 77  |

| 1 | Peter Volleberg   | 2:2 | 480 | 10 | 48,00 | 41,66 | 162 |
| 2 | Michael Mikkelsen | 2:2 | 400 | 10 | 40,00 | 62,50 | 221 |
| 3 | Ludger Havlik     | 2:2 | 368 | 12 | 30,66 | 41,66 | 153 |

### Vor-Qualifikation
| Abschlusstabelle Gruppe A | Abschlusstabelle Gruppe A | Abschlusstabelle Gruppe A | Abschlusstabelle Gruppe A | Abschlusstabelle Gruppe A | Abschlusstabelle Gruppe A | Abschlusstabelle Gruppe A | Abschlusstabelle Gruppe A | Abschlusstabelle Gruppe A |
| Platz                     | Name                      | MP                        | Pkte.                     | Aufn.                     | GD                        | BED                       | HS                        |                           |
| ------------------------- | ------------------------- | ------------------------- | ------------------------- | ------------------------- | ------------------------- | ------------------------- | ------------------------- | ------------------------- |
| 1                         | Hans Klok                 | 4:0                       | 500                       | 5                         | 100,00                    | 250,00                    | 250                       |                           |
| 2                         | Dick Timmers              | 2:2                       | 250                       | 10                        | 25,00                     | 27,77                     | 114                       |                           |
| 3                         | Jean-Jacques Pernel       | 0:4                       | 135                       | 13                        | 10,38                     | –                         | 51                        |                           |

| Abschlusstabelle Gruppe B | Abschlusstabelle Gruppe B | Abschlusstabelle Gruppe B | Abschlusstabelle Gruppe B | Abschlusstabelle Gruppe B | Abschlusstabelle Gruppe B | Abschlusstabelle Gruppe B | Abschlusstabelle Gruppe B | Abschlusstabelle Gruppe B |
| Platz                     | Name                      | MP                        | Pkte.                     | Aufn.                     | GD                        | BED                       | HS                        |                           |
| ------------------------- | ------------------------- | ------------------------- | ------------------------- | ------------------------- | ------------------------- | ------------------------- | ------------------------- | ------------------------- |
| 1                         | Gunther Vastré            | 4:0                       | 500                       | 7                         | 71,42                     | 83,33                     | 170                       |                           |
| 2                         | Michael van Bochem        | 2:2                       | 403                       | 10                        | 40,30                     | 41,66                     | 233                       |                           |
| 3                         | Rafael Garcia             | 0:4                       | 156                       | 9                         | 17,33                     | –                         | 47                        |                           |

| Abschlusstabelle Gruppe C | Abschlusstabelle Gruppe C | Abschlusstabelle Gruppe C | Abschlusstabelle Gruppe C | Abschlusstabelle Gruppe C | Abschlusstabelle Gruppe C | Abschlusstabelle Gruppe C | Abschlusstabelle Gruppe C | Abschlusstabelle Gruppe C |
| Platz                     | Name                      | MP                        | Pkte.                     | Aufn.                     | GD                        | BED                       | HS                        |                           |
| ------------------------- | ------------------------- | ------------------------- | ------------------------- | ------------------------- | ------------------------- | ------------------------- | ------------------------- | ------------------------- |
| 1                         | Martien van der Spoel     | 4:0                       | 500                       | 10                        | 50,00                     | 125,00                    | 250                       |                           |
| 2                         | Peter Volleberg           | 2:2                       | 362                       | 9                         | 40,22                     | 35,71                     | 207                       |                           |
| 3                         | Laurent Guénet            | 0:4                       | 250                       | 15                        | 16,66                     | –                         | 88                        |                           |

| Abschlusstabelle Gruppe D | Abschlusstabelle Gruppe D | Abschlusstabelle Gruppe D | Abschlusstabelle Gruppe D | Abschlusstabelle Gruppe D | Abschlusstabelle Gruppe D | Abschlusstabelle Gruppe D | Abschlusstabelle Gruppe D | Abschlusstabelle Gruppe D |
| Platz                     | Name                      | MP                        | Pkte.                     | Aufn.                     | GD                        | BED                       | HS                        |                           |
| ------------------------- | ------------------------- | ------------------------- | ------------------------- | ------------------------- | ------------------------- | ------------------------- | ------------------------- | ------------------------- |
| 1                         | Marek Faus                | 4:0                       | 500                       | 13                        | 38,46                     | 62,50                     | 190                       |                           |
| 2                         | Markus Melerski           | 2:2                       | 427                       | 17                        | 25,11                     | 31,25                     | 150                       |                           |
| 3                         | Henny de Heus             | 0:4                       | 164                       | 12                        | 13,66                     | –                         | 60                        |                           |

| Abschlusstabelle Gruppe E | Abschlusstabelle Gruppe E | Abschlusstabelle Gruppe E | Abschlusstabelle Gruppe E | Abschlusstabelle Gruppe E | Abschlusstabelle Gruppe E | Abschlusstabelle Gruppe E | Abschlusstabelle Gruppe E | Abschlusstabelle Gruppe E |
| Platz                     | Name                      | MP                        | Pkte.                     | Aufn.                     | GD                        | BED                       | HS                        |                           |
| ------------------------- | ------------------------- | ------------------------- | ------------------------- | ------------------------- | ------------------------- | ------------------------- | ------------------------- | ------------------------- |
| 1                         | Erwin van den Heuvel      | 4:0                       | 500                       | 14                        | 35,71                     | 41,66                     | 223                       |                           |
| 2                         | Dave Krijnen              | 2:2                       | 460                       | 13                        | 35,38                     | 50,00                     | 190                       |                           |
| 3                         | Marc Daudignac            | 0:4                       | 227                       | 11                        | 20,63                     | –                         | 125                       |                           |

| Abschlusstabelle Gruppe F | Abschlusstabelle Gruppe F | Abschlusstabelle Gruppe F | Abschlusstabelle Gruppe F | Abschlusstabelle Gruppe F | Abschlusstabelle Gruppe F | Abschlusstabelle Gruppe F | Abschlusstabelle Gruppe F | Abschlusstabelle Gruppe F |
| Platz                     | Name                      | MP                        | Pkte.                     | Aufn.                     | GD                        | BED                       | HS                        |                           |
| ------------------------- | ------------------------- | ------------------------- | ------------------------- | ------------------------- | ------------------------- | ------------------------- | ------------------------- | ------------------------- |
| 1                         | Udo Mielke                | 4:0                       | 500                       | 19                        | 26,31                     | 83,33                     | 125                       |                           |
| 2                         | Daniel Nielsen            | 2:2                       | 314                       | 6                         | 52,33                     | 83,33                     | 135                       |                           |
| 3                         | Frans van Hoey            | 0:4                       | 340                       | 19                        | 17,89                     | –                         | 205                       |                           |

| Abschlusstabelle Gruppe G | Abschlusstabelle Gruppe G | Abschlusstabelle Gruppe G | Abschlusstabelle Gruppe G | Abschlusstabelle Gruppe G | Abschlusstabelle Gruppe G | Abschlusstabelle Gruppe G | Abschlusstabelle Gruppe G | Abschlusstabelle Gruppe G |
| Platz                     | Name                      | MP                        | Pkte.                     | Aufn.                     | GD                        | BED                       | HS                        |                           |
| ------------------------- | ------------------------- | ------------------------- | ------------------------- | ------------------------- | ------------------------- | ------------------------- | ------------------------- | ------------------------- |
| 1                         | Edgar Meerwijk            | 4:0                       | 500                       | 21                        | 23,80                     | 31,25                     | 168                       |                           |
| 2                         | Thomas Schioler           | 2:2                       | 345                       | 20                        | 17,25                     | 35,71                     | 164                       |                           |
| 3                         | Fabien Cannone            | 0:4                       | 393                       | 15                        | 26,20                     | –                         | 155                       |                           |

### Haupt-Qualifikation
| Abschlusstabelle Gruppe A | Abschlusstabelle Gruppe A | Abschlusstabelle Gruppe A | Abschlusstabelle Gruppe A | Abschlusstabelle Gruppe A | Abschlusstabelle Gruppe A | Abschlusstabelle Gruppe A | Abschlusstabelle Gruppe A | Abschlusstabelle Gruppe A |
| Platz                     | Name                      | MP                        | Pkte                      | Aufn.                     | GD                        | BED                       | HS                        |                           |
| ------------------------- | ------------------------- | ------------------------- | ------------------------- | ------------------------- | ------------------------- | ------------------------- | ------------------------- | ------------------------- |
| 1                         | Udo Mielke                | 4:0                       | 600                       | 7                         | 85,74                     | 150,00                    | 190                       |                           |
| 2                         | René Luysterburg          | 2:2                       | 499                       | 4                         | 124,75                    | 150,00                    | 199                       |                           |
| 3                         | Sjors van Ginneken        | 0:4                       | 100                       | 7                         | 14,28                     | –                         | 94                        |                           |

| Abschlusstabelle Gruppe B | Abschlusstabelle Gruppe B | Abschlusstabelle Gruppe B | Abschlusstabelle Gruppe B | Abschlusstabelle Gruppe B | Abschlusstabelle Gruppe B | Abschlusstabelle Gruppe B | Abschlusstabelle Gruppe B | Abschlusstabelle Gruppe B |
| Platz                     | Name                      | MP                        | Pkte                      | Aufn.                     | GD                        | BED                       | HS                        |                           |
| ------------------------- | ------------------------- | ------------------------- | ------------------------- | ------------------------- | ------------------------- | ------------------------- | ------------------------- | ------------------------- |
| 1                         | Brahim Djoubri            | 4:2                       | 600                       | 5                         | 120,00                    | 300,00                    | 300                       |                           |
| 2                         | Wiljan van den Heuvel     | 2:2                       | 372                       | 8                         | 46,50                     | 75,00                     | 137                       |                           |
| 3                         | Thomas Nockemann          | 2:4                       | 531                       | 5                         | 106,20                    | 300,00                    | 300                       |                           |

| Abschlusstabelle Gruppe C | Abschlusstabelle Gruppe C | Abschlusstabelle Gruppe C | Abschlusstabelle Gruppe C | Abschlusstabelle Gruppe C | Abschlusstabelle Gruppe C | Abschlusstabelle Gruppe C | Abschlusstabelle Gruppe C | Abschlusstabelle Gruppe C |
| Platz                     | Name                      | MP                        | Pkte                      | Aufn.                     | GD                        | BED                       | HS                        |                           |
| ------------------------- | ------------------------- | ------------------------- | ------------------------- | ------------------------- | ------------------------- | ------------------------- | ------------------------- | ------------------------- |
| 1                         | Patrick Niessen           | 4:0                       | 600                       | 5                         | 120,00                    | 150,00                    | 300                       |                           |
| 2                         | Martien van der Spoel     | 2:2                       | 300                       | 5                         | 60,00                     | 100,00                    | 298                       |                           |
| 3                         | Emanuel Lefranc           | 0:4                       | 173                       | 6                         | 28,83                     | –                         | 98                        |                           |

| Abschlusstabelle Gruppe D | Abschlusstabelle Gruppe D | Abschlusstabelle Gruppe D | Abschlusstabelle Gruppe D | Abschlusstabelle Gruppe D | Abschlusstabelle Gruppe D | Abschlusstabelle Gruppe D | Abschlusstabelle Gruppe D | Abschlusstabelle Gruppe D |
| Platz                     | Name                      | MP                        | Pkte                      | Aufn.                     | GD                        | BED                       | HS                        |                           |
| ------------------------- | ------------------------- | ------------------------- | ------------------------- | ------------------------- | ------------------------- | ------------------------- | ------------------------- | ------------------------- |
| 1                         | Dave Christiani           | 4:0                       | 600                       | 7                         | 85,71                     | 100,00                    | 294                       |                           |
| 2                         | Sven Daske                | 2:2                       | 375                       | 12                        | 31,25                     | 37,50                     | 210                       |                           |
| 3                         | Edgar Meerwijk            | 0:4                       | 532                       | 11                        | 48,36                     | –                         | 136                       |                           |

| Abschlusstabelle Gruppe E | Abschlusstabelle Gruppe E | Abschlusstabelle Gruppe E | Abschlusstabelle Gruppe E | Abschlusstabelle Gruppe E | Abschlusstabelle Gruppe E | Abschlusstabelle Gruppe E | Abschlusstabelle Gruppe E | Abschlusstabelle Gruppe E |
| Platz                     | Name                      | MP                        | Pkte                      | Aufn.                     | GD                        | BED                       | HS                        |                           |
| ------------------------- | ------------------------- | ------------------------- | ------------------------- | ------------------------- | ------------------------- | ------------------------- | ------------------------- | ------------------------- |
| 1                         | Jordi Amell               | 2:2                       | 469                       | 7                         | 67,00                     | 75,00                     | 216                       |                           |
| 2                         | Francky Mustiére          | 2:2                       | 545                       | 11                        | 49,54                     | 42,85                     | 237                       |                           |
| 3                         | Gunther Vastré            | 2:2                       | 458                       | 10                        | 45,80                     | 100,00                    | 279                       |                           |

| Abschlusstabelle Gruppe F | Abschlusstabelle Gruppe F | Abschlusstabelle Gruppe F | Abschlusstabelle Gruppe F | Abschlusstabelle Gruppe F | Abschlusstabelle Gruppe F | Abschlusstabelle Gruppe F | Abschlusstabelle Gruppe F | Abschlusstabelle Gruppe F |
| Platz                     | Name                      | MP                        | Pkte                      | Aufn.                     | GD                        | BED                       | HS                        |                           |
| ------------------------- | ------------------------- | ------------------------- | ------------------------- | ------------------------- | ------------------------- | ------------------------- | ------------------------- | ------------------------- |
| 1                         | Ad Klijn                  | 4:0                       | 600                       | 6                         | 100,00                    | 150,00                    | 277                       |                           |
| 2                         | Arnim Kahofer             | 2:2                       | 372                       | 6                         | 62,00                     | 150,00                    | 298                       |                           |
| 3                         | Marek Faus                | 0:4                       | 12                        | 4                         | 3,00                      | –                         | 5                         |                           |

| Abschlusstabelle Gruppe G | Abschlusstabelle Gruppe G | Abschlusstabelle Gruppe G | Abschlusstabelle Gruppe G | Abschlusstabelle Gruppe G | Abschlusstabelle Gruppe G | Abschlusstabelle Gruppe G | Abschlusstabelle Gruppe G | Abschlusstabelle Gruppe G |
| Platz                     | Name                      | MP                        | Pkte                      | Aufn.                     | GD                        | BED                       | HS                        |                           |
| ------------------------- | ------------------------- | ------------------------- | ------------------------- | ------------------------- | ------------------------- | ------------------------- | ------------------------- | ------------------------- |
| 1                         | Philippe Deraes           | 2:2                       | 496                       | 8                         | 62,50                     | 150,00                    | 168                       |                           |
| 2                         | Esteve Mata               | 2:2                       | 565                       | 15                        | 37,66                     | 50,00                     | 187                       |                           |
| 3                         | Hans Klok                 | 2:2                       | 303                       | 11                        | 27,54                     | 33,33                     | 131                       |                           |

## Hauptturnier

### Gruppenphase
| Abschlusstabelle Gruppe A | Abschlusstabelle Gruppe A | Abschlusstabelle Gruppe A | Abschlusstabelle Gruppe A | Abschlusstabelle Gruppe A | Abschlusstabelle Gruppe A | Abschlusstabelle Gruppe A | Abschlusstabelle Gruppe A |
| Platz                     | Name                      | MP                        | Pkt.                      | Aufn.                     | GD                        | BED                       | HS                        |
| ------------------------- | ------------------------- | ------------------------- | ------------------------- | ------------------------- | ------------------------- | ------------------------- | ------------------------- |
| 1                         | René Luysterburg          | 6:0                       | 800                       | 7                         | 114,58                    | 133,33                    | 400                       |
| 2                         | Dave Christiani           | 4:2                       | 929                       | 16                        | 58,06                     | 200,00                    | 396                       |
| 3                         | Udo Mielke                | 2:4                       | 483                       | 4                         | 120,75                    | 200,00                    | 400                       |
| 4                         | Brahim Djoubri            | 0:6                       | 514                       | 15                        | 34,26                     | –                         | 203                       |

| Abschlusstabelle Gruppe B | Abschlusstabelle Gruppe B | Abschlusstabelle Gruppe B | Abschlusstabelle Gruppe B | Abschlusstabelle Gruppe B | Abschlusstabelle Gruppe B | Abschlusstabelle Gruppe B | Abschlusstabelle Gruppe B |
| Platz                     | Name                      | MP                        | Pkt.                      | Aufn.                     | GD                        | BED                       | HS                        |
| ------------------------- | ------------------------- | ------------------------- | ------------------------- | ------------------------- | ------------------------- | ------------------------- | ------------------------- |
| 1                         | Patrick Niessen           | 6:0                       | 1200                      | 13                        | 92,30                     | 200,00                    | 393                       |
| 2                         | Jordi Amell               | 2:4                       | 1144                      | 9                         | 127,11                    | 400,00                    | 400                       |
| 3                         | Ad Kijn                   | 2:4                       | 412                       | 6                         | 68,66                     | 133,33                    | 250                       |
| 4                         | Philippe Deraes           | 2:4                       | 501                       | 14                        | 35,78                     | 100,00                    | 392                       |

### KO-Phase
|  | Halbfinale       | Halbfinale | Halbfinale | Halbfinale | Halbfinale | Halbfinale |                  |                 | Finale | Finale | Finale | Finale | Finale | Finale |
|  |                  |            |            |            |            |            |                  |                 |        |        |        |        |        |        |
|  |                  | MP         | Pkte.      | Aufn.      | ED         | HS         |                  |                 |        |        |        |        |        |        |
|  |                  | MP         | Pkte.      | Aufn.      | ED         | HS         |                  |                 |        |        |        |        |        |        |
|  | René Luysterburg | 2          | 400        | 1          | 400,00     | 400        |                  |                 |        |        |        |        |        |        |
|  | René Luysterburg | 2          | 400        | 1          | 400,00     | 400        |                  | MP              | Pkte.  | Aufn.  | ED     | HS     |        |        |
|  | Jordi Amell      | 0          | 134        | 1          | 134,00     | 134        |                  | MP              | Pkte.  | Aufn.  | ED     | HS     |        |        |
|  | Jordi Amell      | 0          | 134        | 1          | 134,00     | 134        | René Luysterburg | 0               | 41     | 2      | 20,50  | 41     |        |        |
|  |                  | MP         | Pkte.      | Aufn.      | ED         | HS         | René Luysterburg | 0               | 41     | 2      | 20,50  | 41     |        |        |
|  |                  | MP         | Pkte.      | Aufn.      | ED         | HS         |                  | Patrick Niessen | 2      | 400    | 2      | 200,00 | 387    |        |
|  | Patrick Niessen  | 2          | 400        | 2          | 200,00     | 400        |                  | Patrick Niessen | 2      | 400    | 2      | 200,00 | 387    |        |
|  | Patrick Niessen  | 2          | 400        | 2          | 200,00     | 400        |                  |                 |        |        |        |        |        |        |
|  | Dave Christiani  | 0          | 14         | 2          | 7,00       | 11         |                  |                 |        |        |        |        |        |        |
|  | Dave Christiani  | 0          | 14         | 2          | 7,00       | 11         |                  |                 |        |        |        |        |        |        |

## Abschlusstabelle
| MP    | Match Points (Sieger = 2; Unentschieden = 1; Verlierer = 0) |
| Pkte. | Erzielte Karambolagen                                       |
| Aufn. | Benötigte Versuche                                          |
| GD    | Generaldurchschnitt                                         |
| BED   | Bester Einzeldurchschnitt eines Spielers                    |
| HS    | Höchstserie                                                 |
|       | Bester GD des Turniers                                      |
|       | Bester ED des Turniers                                      |
|       | Beste HS des Turniers                                       |
|       | 1. Platz (Gold)                                             |
|       | 2. Platz (Silber)                                           |
|       | 3. Platz (Bronze)                                           |

| Phase                                | Platz | Name             | MP   | Pkt. | Aufn. | GD     | BED    | HS  |
| ------------------------------------ | ----- | ---------------- | ---- | ---- | ----- | ------ | ------ | --- |
| Finale                               | 1     | Patrick Niessen  | 10:0 | 2000 | 17    | 117,64 | 200,00 | 400 |
| Finale                               | 2     | René Luysterburg | 8:2  | 1241 | 10    | 124,10 | 400,00 | 400 |
| Halb- finale                         | 3     | Dave Christiani  | 4:4  | 943  | 18    | 52,38  | 200,00 | 396 |
| Halb- finale                         | 3     | Jordi Armell     | 2:6  | 1278 | 10    | 127,80 | 400,00 | 400 |
| Gruppen- phase                       | 5     | Udo Mielke       | 2:4  | 483  | 4     | 120,75 | 200,00 | 400 |
| Gruppen- phase                       | 6     | Ad Kijn          | 2:4  | 412  | 6     | 68,66  | 133,33 | 250 |
| Gruppen- phase                       | 7     | Philippe Deraes  | 2:4  | 501  | 14    | 35,78  | 100,00 | 392 |
| Gruppen- phase                       | 8     | Brahim Djoubri   | 0:6  | 514  | 15    | 34,26  | –      | 203 |
| Turnierdurchschnitt: Endrunde: 78,42 |       |                  |      |      |       |        |        |     |